# Святловский, Владимир Владимирович (врач)
Влади́мир Влади́мирович Святло́вский (1851—1901) — русский врач, доктор медицины.
Сын военного педагога Владимира Викентьевича Святловского; брат Евгения Владимировича Святловского и Александры Владимировны Святловской.

## Биография
В 1867 году окончил 2-ю Московскую гимназию. Поступил в Московский университет, позднее учился в Медицинско-хирургической академии; 30 апреля 1869 года был арестован в связи со студенческими беспорядками, 3 мая был освобождён и обязан подпиской о невыезде. Жил в Рыбинске под негласным наблюдением.
Продолжил обучение в медико-хирургической академии. В 1872 году вместе с женой Раисой Самуиловной Святловской-Френкель уехал в Цюрих, где продолжал медицинское образование. В Швейцарии сталл близок с З. Ралли и другими бакунистами; принимал участие в столкновениях Н. Соколова и В. Смирнова. По агентурным сведениям был членом Интернационала. В декабре 1873 года вернулся в Россию и был арестован 12 декабря, и доставлен в Петербург; освобождён из под стражи в январе 1874 года. Получив в медико-хирургической академии звание лекаря и 29 декабря 1874 года, поступив на службу, уехал в Сибирь.
Служил военным врачом сначала в 31-м Донском казачьем, а затем в 96-м Омском пехотном полку. Участвовал в русско-турецкой войне 1877—1878 гг.; был награждён орденом Св. Анны 3-й степени. После войны служил ординатором Обуховской больницы.
В конце 1870-х годов началась его издательская деятельность. Он редактировал статьи в журнале «Военно-санитарное дело», издавал и редактировал в Петербурге журнал «Медицинский вестник». В 1884 году был приглашён в число фабричных инспекторов; заведовал сначала Харьковским, затем Варшавским фабричным округом; в 1890-х гг. заведовал санитарной частью на Кавказских минеральных водах в Пятигорске, где занимал должность старшего санитарного врача; 13 апреля 1897 года был произведён в чин действительного статского советника. Был почётным мировым судьёй Владикавказского округа. Был награждён российскими орденами Св. Станислава 2-й степени (1880) и Св. Анны 2-й степени (1888), а также бухарским орденом Золотой Звезды 1-й степени (1897).
В 1900-х гг. выпускал в Екатеринославе газету «Приднепровский край»; занимался исследованием кустарных промыслов в Полтавской губернии.
Его сын — Владимир Владимирович Святловский (1871—1927).

### Собственные сочинения
- Кустари-кожевники Полтавской губернии : Сост. по поручению Полт. губ. зем. управы д-р В. В. Святловский. — Полтава : типо-лит. И. А. Дохмана, 1894. — 58, XXIX с;
- Фабричный рабочий : Сан. исслед. здоровья рус. фаб. рабочего : Сан. положение фаб. рабочего в Привислян. крае и в Малороссии : (Материалы для мед. географии и статистики России) : Дис. на степ. д-ра мед. В. В. Святловского. — Варшава : тип. Варш. ин-та глухонемых, 1889. — VI, 272 с., 1 л. табл.;
- Эд. Дженнер, его жизнь и научная деятельность. — СПб.: тип. Ю. Н. Эрлих, 1891. — 80 с., 1 л. фронт. (портр.) — (Жизнь замечательных людей. Биографическая библиотека Ф. Павленкова).
- Харьковский фабричный округ : отчёт за 1885 г. фабричнаго инспектора Харьковскаго округа, д-ра В. В. Святловскаго. — Санкт-Петербург : Тип. В. Киршбаума, 1886. — 127, 93 с., [5] л. диагр.; 26 см. — (Отчёты окружных фабричных инспекторов за 1885 г. ; IX).
- Гигиена акклиматизации : (Природа и люди) / В. Святловский. — Чернигов : журн. «Зем. врач», 1892. — [2], 41 с.;
- Вопросы общественного здоровья / В. В. Святловский. — Варшава : тип. С. Оргельбранда сыновей, 1891. — [4], II, [2], 375 с.; 17.
- Очерки и картинки из Кавказских воспоминаний. — Одесса: Г. Г. Москвич, 1898. — 273 с.;
- Жилище фабричного рабочего в Малороссии и в Привислянском крае / В. В. Святловский. — Чернигов : тип. Губ. правл., 1889. — 38 с.;
- О фабричных отбросах и сточных водах промышленных заведений / В. В. Святловский. — Чернигов : тип. Губ. правл., 1889. — 15 с.;
- Обзор новейших успехов фабричной гигиены : (По ежегоднику Уфельмана и др. источникам) / В. Святловский. — Чернигов : изд. журн. «Зем. врач», 1892. — [2], 37 с.;
- Газовое производство в санитарном отношении / [Соч.] Д-ра В. В. Святловского. — Чернигов : журн. «Зем. врач», 1889. — 48 с. : ил.;
- Врачебная помощь на фабриках Привислянского края / [Соч.] Д-ра В. В. Святловского. — Чернигов : тип. Губ. правл., 1888. — 13 с.;
- Нефтяное производство в санитарном отношении / [Соч.] Д-ра В. В. Святловского. — Санкт-Петербург : тип. Э. Арнгольда, 1893. — 24 с.;
- О продовольствии рабочих на фабриках Привислянского края / [Соч.] Д-ра В. В. Святловского. — Санкт-Петербург : типо-лит. П. И. Шмидта, 1888. — 34 с.;
- Обойное производство в санитарном отношении / [Соч.] Д-ра В. В. Святловского. — Санкт-Петербург : тип. Дома призрения малолет. бедных, 1891. — 8 с.;
- Сведения о рахитизме : (По отчетам присутствий о воин. повинности за 1881 г.) / [Соч.] Д-ра В. В. Святловского. — [Санкт-Петербург] : тип. Б. Г. Янпольского, ценз. 1882. — 10 с.;
- Об оспе и об оспопрививании : (Руководство для нар. школ и духов. уч-щ) / [Соч.] Д-ра В. В. Святловского. — Санкт-Петербург : тип. д-ра М. А. Хана, 1880. — 32 с.; 22. — (Чтение для народа).
- Производство минеральных вод (содовой и пр.) в санитарном отношении / [Соч.] Д-ра В. В. Святловского. — Санкт-Петербург : тип. Э. Арнгольда, 1893. — 16 с.;
- Валяльно-войлочное, щетинное и щеточное производства в санитарном отношении [Текст] / [Соч.] д-ра мед. В. В. Святловского. — [Б. м.] : [б. и.], [19--].
- Салотопенное, мыловаренное и свечное производство в санитарном отношении / [Соч.] В. В. Святловского. — Санкт-Петербург : паровая скоропеч. П. О. Яблонского, 1890. — [2], 33 с., 2 л. ил.;
- Работы в сжатом воздухе в санитарном отношении / [Соч.] В. В. Святловского. — Санкт-Петербург : тип. Дома призрения малолет. бедных, 1893. — 23 с. : черт.;
- Различные отрасли металлургии с санитарной точки зрения / [Соч.] В. В. Святловского. — [Санкт-Петербург] : тип. М-ва вн. дел, [1894]. — 36 с. : ил.;
- Кожевенное производство в санитарном отношении / [Соч.] В. В. Святловского. — Санкт-Петербург : типо-лит. П. И. Шмидта, 1887. — 25 с.;
- К вопросу о несчастных случаях на наших фабриках и заводах / [Соч.] В. В. Святловского. — Санкт-Петербург : тип. Я. Трей, 1887 (обл. 1888). — [2], 30 с.; 25. — (Экскурсии в область промышленной гигиены; 1)
- О чуме у человека и о мерах против этой болезни / [Соч.] Д-ра В. Святловского. — Санкт-Петербург : тип. д-ра М. А. Хана, 1879. — 37 с.;
- Фабричный рабочий : Исслед. здоровья рус. фабр. рабочего : Сан. положение фаб. рабочего в Привислян. крае и в Малороссии : (Из наблюдений фаб. инспектора) / [Соч.] В. В. Святловского. — Варшава : тип. Варш. ин-та глухонемых, 1889. — VIII, 288 с., 1 л. табл.;
- Гигиенические условия маслобойного производства, (а также лакового и эстрагирования животных жиров) / Д-р В. В. Святловский. — Чернигов : журн. «Зем. врач», 1889 (обл. 1890). — [2], 40 с.;
- Как рабочему человеку сохранить свое здоровье : (Популяризация истин проф., фабр. гигиены) / [Соч.] В. Святловского. — Полтава : журн. «Зем. врач», 1893. — [4], 120, II с.; 13. — (Гигиена для рабочего класса).
- Медь и ее добывание в гигиеническом отношении (медные краски) / Д-р В. В. Святловский. — Чернигов : журн. «Зем. врач», 1890. — 40 с.
- Материалы для оценки здоровья рабочих на свеклосахарных заводах и на табачных фабриках / Д-р В. В. Святловский. — Чернигов : журн. «Зем. врач», 1889. — 29 с., 1 л. табл.;
- Производство фарфоровых, фаянсовых и глиняных изделий (керамика) в санитарном отношении / Д-р В. В. Святловский. — Чернигов : журн. «Зем. врач», 1890. — [2], 53 с.;
- Выработка уксусной кислоты и уксуса в технико-санитарном отношении : (Уксусное производство). — Чернигов: журн. «Земский врач», 1890. — (2), 17 с.;
- Новости из области промышленной гигиены / Д-р В. В. Святловский. — Чернигов : журн. «Зем. врач», 1890. — 53 с.;
- Суконное и шерстомойное производство в санитарном отношении / Д-р В. В. Святловский. — Чернигов : журн. «Зем. врач», 1890. — [2], 17 с.;
- Добывание мышьяка и его препаратов в гигиеническом отношении / Д-р В. В. Святловский. — Чернигов : журн. «Зем. врач», 1890. — 16 с.;
- Очерк фабрично-заводской гигиены / В. В. Святловский. — Санкт-Петербург : АО «Изд. дело Брокгауз-Ефрон», 1901. — 67 с. : ил.; 25. — (Библиотека промышленных знаний под редакцией Дмитрия Менделеева; Т. 1, ч. 2, вып. 9).
- Южный берег Крыма и Ривьера : Посмерт. изд. с предисл. Л. Б. Бертенсона. — СПб.: А. С. Суворин, 1902. — 223 с.;
- Лесопильное и родственные с ним производства в санитарном отношении / В. В. Святловский. — Полтава : журн. «Зем. врач», 1893. — 32 с.;
- По белу свету : За Атлантическим океаном : [Путевые впечатления] / В. В. Святловский. — Екатеринослав : М. С. Копылов, 1898. — [8], 477 с. : ил.;
- Рабочие помещения и освещение малороссийских и привислянских фабричных заведений / В. В. Святловский. — Чернигов : тип. Губ. правл., 1889. — 18 с.;
- Труженики печатного дела : Профессия наборщиков с точки зрения гигиен. науки / В. В. Святловский. — Полтава : журн. «Зем. врач», 1893. — 35 с.;
- Родные курорты : Кавказские минеральные воды. Военно-грузинская дорога. Тифлис : (Очерки и картинки). — Одесса: Г. Г. Москвич, 1897. — 274 с.

### Переводы
- Учение о повреждениях головы / [Соч.] Д-ра Е. Ф. Бергманна, проф. хирургии в Берлине; Пер. с нем. д-ров В. и Е. Святловских. — СПб.: Б. Г. Янпольский, 1883. — XVI, 766 с., 2 л. ил.;
- Основы физических методов лечения / [Соч.] д-ра М. Россбаха, орд. проф. Вюрцбург. ун-та; Пер. с нем. д-ров В. и Е. Святловских. [Ч. 1]. — СПб.: журн. «Медицинская библиотека», 1881—1883. — 157 с.;
- Профессиональная гигиена : Гигиена и патология профессий, с общ. очерком средств предупреждать и бороться с вред. сторонами проф. занятий / А. Лайе, проф. гигиены в Бордо; Пер. с согласия авт. и с доб., сдел. им специально для рус. изд. д-ра В. В. Святловского, фаб. инсп. Варшав. окр., и д-ра Е. В. Святловского, п. фаб. инсп. Харьк. окр. — Варшава : тип. К. Ковалевского, 1888. — XVI, 635 с.;